# Jistrum
Jistrum (en neerlandés Eestrum) es una población situada en el municipio neerlandés de Tytsjerksteradiel, en la provincia de Frisia, al noreste del Bergumermeer. El 1 de enero de 2009, la localidad tenía una población de 960 habitantes.
Cuenta con una iglesia del siglo XIII originalmente dedicada a San Pedro, transformada con la Reforma en iglesia protestante. La construcción es de ladrillo rojo y de una nave rematada por un ábside hemisférico de estilo románico, con ventanas en la nave de arcos apuntados góticos y bóveda de transición.